# Gniłowody (Ukraina)
Gniłowody (ukr. Гниловоди, Hnyłowody) – wieś na Ukrainie, w  obwodzie tarnopolskim, w rejonie trembowelskim.
W latach 1965-2024 miejscowość nosiła nazwę Hwardijśke (ukr. Гвардійське).
W II Rzeczypospolitej wieś w powiecie podhajeckim województwa tarnopolskiego.
3 stycznia 1945 nacjonaliści ukraińscy z OUN-UPA zamordowali tutaj od 40 do 60 Polaków. Część ocalałych polskich mieszkańców Gniłowód została ekspatriowana do wsi Łężyca (dziś dzielnica Zielonej Góry), gdzie w 2009 r. wznieśli Pomnik Ofiar Ludobójstwa na Kresach Wschodnich.